# Orbulininae
Orbulininae es una subfamilia de foraminíferos planctónicos de la familia Globigerinidae, de la superfamilia Globigerinoidea, del suborden Globigerinina y del orden Globigerinida. Su rango cronoestratigráfico abarca desde el Burdigaliense (Mioceno inferior) hasta la Actualidad.

## Discusión
Clasificaciones posteriores han elevado Orbulininae a la categoría de familia, es decir, familia Orbulinidae.

## Clasificación
Orbulininae incluye a los siguientes géneros:
- Globigerinatella †, también considerado en la familia Globigerinatellidae
- Orbulina
- Polyperibola †, también considerado en la familia Globigerinatellidae
- Praeorbulina †

Otros géneros considerados en Orbulininae son:
- Biorbulina, aceptado como Orbulina
- Candorbulina †, considerado sinónimo de Orbulina
- Coscinosphaera, aceptado como Orbulina
- Mirga, considerado subgénero de Orbulina, es decir, Orbulina (Mirga), de estatus incierto
- Monocystis, considerado sinónimo posterior de Orbulina